# SpaceX Crew-10
SpaceX Crew-10 (též USCV-10) byl desátý řádný let kosmické lodi Crew Dragon od SpaceX k Mezinárodní vesmírné stanici (ISS) v Programu komerčních posádek (Commercial Crew Program). Loď na stanici dopravila čtyři členy Expedice 73, další dlouhodobé posádky stanice. Start se uskutečnil 14. března 2025, na Zemi se posádka vrátila 9. srpna 2025, tedy po 148 dnech letu. 

## Kosmická loď Crew Dragon
Crew Dragon je kosmická loď pro lety s posádkou navržená v rámci programu NASA CCDev, (Commercial Crew Development) společností SpaceX, především pro dopravu astronautů na Mezinárodní vesmírnou stanici. SpaceX ale loď používá i pro další účely mimo spolupráci s NASA (komerční programy Inspiration4, Axiom Space a Polaris).  

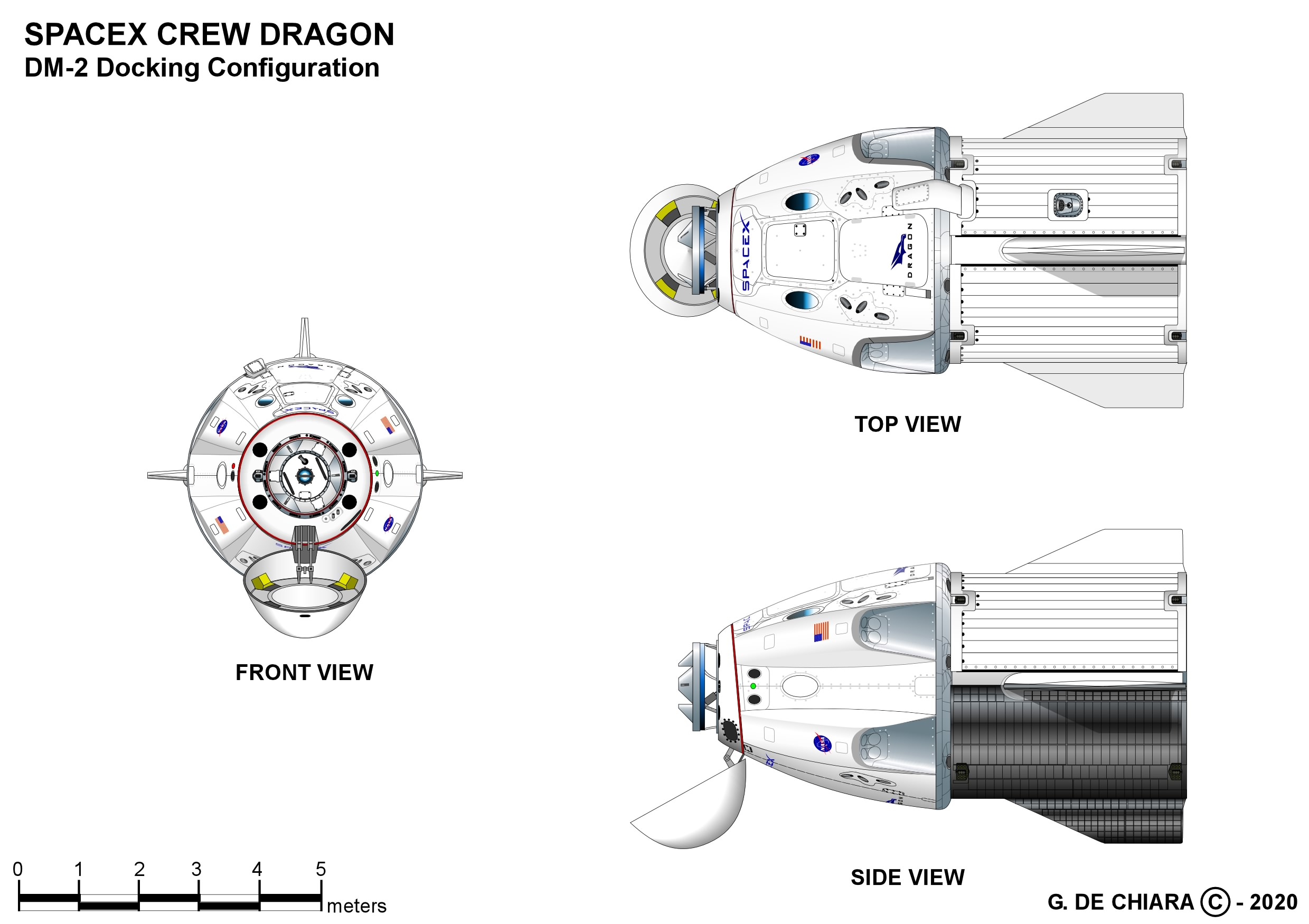
Crew Dragon v letové konfiguraci.

Crew Dragon tvoří znovupoužitelná kabina kónického tvaru a nástavec v podobě dutého válce (tzv. trunk). V kabině je hermetizovaný prostor o objemu 9,3 m3, v němž lze umístit sedačky až pro sedm osob (NASA pro lety k ISS využívá 4 místa). Nástavec je možné využít pro dopravu nákladu, který nemusí být umístěn v hermetizovaném prostoru (např. zařízení určeného pro umístění na vnější straně ISS, tedy v otevřeném kosmickém prostoru). Sestava kabiny a nástavce ve startovní pozici měří na výšku 8,1 metru a v průměru má 4 metry. 

## Posádka
Hlavní posádka:
- Anne McClainová (2), NASA – velitelka
- Nichole Ayersová (1), NASA – pilotka
- Takuja Óniši (2), JAXA – letový specialista
- Kirill Peskov (1), Roskosmos – letový specialista

V závorkách je uveden dosavadní počet letů do vesmíru včetně této mise.
NASA oficiálně oznámila složení posádky 1. srpna 2024. Na webu ruského Střediska přípravy kosmonautů se však již od konce května 2023 uvádělo, že ruským členem posádky pro případnou výměnu astronautů mezi Roskosmosem a NASA pro Expedici 73 je Kirill Peskov, jenž byl současně členem záložní posádky mise SpaceX Crew-9. 
Záložní posádka:
- Oleg Artěmjev, Roskosmos – letový specialista [3]
- ostatní členové záložní posádky dosud nebyli oznámeni

## Příprava a průběh letu
O termínu startu mise nebylo jasno ještě tři čtvrtě roku před jejím začátkem. K ISS byla od června 2024 připojena nová kosmická loď Starliner od společnosti Boeing, vyvinutá stejně jako Crew Dragon společnosti SpaceX v programu CCDev. NASA vyčkávala, jestli Starliner při svém připravovaném návratu na Zemi naplní kritéria certifikace a bude možné ho použít pro účel, k němuž byl vyvinuta, tedy k dopravě dlouhodobých posádek na stanici v rámci programu komerčních posádek NASA (CCP). Manažer programu Steve Stich ještě na konci června 2024 potvrdil, že agentura na jaro 2025 paralelně připravuje jak misi SpaceX Crew-10, tak první řádný let Boeingu s označením Starliner-1, aby při případě nedokončení certifikace Starlineru měla náhradu. Certifikační let Boeing Crew Flight Test (Boe-CFT) se však během připojení k ISS potýkal s potížemi s orientačními tryskami a jeho odlet se opakovaně oddaloval, takže Stich o měsíc později oznámil rozhodnutí NASA, že jarní let roku 2025 provede v únoru SpaceX pod označením Crew-10 a na rotaci posádky stanici o půl roku později se paralelně s posádkou Starlineru-1 bude připravovat také SpaceX Crew-11.
Další odklad nejdřívějšího data startu, tentokrát na konec března 2025, NASA oznámila 17. prosince 2024 a vysvětlila ho nutností poskytnout více času na předletovou přípravu zcela nové a dosud nepojmenované kosmické lodi Crew Dragon. Předpokládalo se, že kabina s výrobním číslem C213 na Floridu dorazí počátkem ledna 2025. Ani tento plán se však nenaplnil, protože NASA 11. února 2025 potvrdila, co už o několik dní dříve tvrdila média. Totiž že kvůli potřebě více času na přípravu C213 na misi Crew-10 poletí jiná loď, konkrétně Endurance (C210). V tu chvíli také nebyl důvod setrvat u startu odloženého na konec března, a tak NASA oznámila nový termín, „nejdříve 12. března 2025”. Z informace pro fotografy pak vyplynulo, že je start naplánován na 23:48 UTC (19:48 východního letního času ETC), tedy 13. března v 00:48 SEČ. Později byl zveřejněn také plánovaný čas připojení ke stanici, 13. března 2025 v 11:55 UTC.
Příprava na odlet pokračovala bez problémů, dokud technici nezjistili závadu hydrauliky upínacího ramene, které raketu drží před startem ve svislé poloze, která záhy vedla k ukončení přípravy 44 minut před plánovaným časem startu. Byl sice k dispozici náhradní termín 13. března ve 23:25, ale NASA později oznámila, že od něj kvůli předpovědi větrného počasí upouští, takže se další pokus uskuteční o další den později.

### Vědecký program
Jak je zvykem, také Crew-10 si na stanici přivezla celou řadu výzkumů, testů a technologických demonstrací, které postupně provede před zahájením a během Expedice 73. Samozřejmostí je celá řada biologických a medicínských experimentů a vyšetření, v nichž budou astronauti nejen výzkumníky, ale také zkoumanými subjekty. Jsou zaměřeny na fyziologické a psychologické změny, které lze při pobytu ve vesmíru pozorovat, nebo na studium toku krve z mozku do srdce pomocí přístroje nazývaného pletysmograf, který dokáže zaznamenat objem krve odtékající z lebky. Výsledky by mohly určit, které procesy v těle kompenzují nedostatek gravitace, což by pomohlo zajistit správný průtok krve pro astronauty na budoucích misích, i pro lidi s kardiovaskulárními problémy na Zemi.
Kromě biologie a medicíny ale dojde i na další obory, např.
- zvyšování požární bezpečnosti kosmických letů provedením testu zapálení a potlačení hoření materiálů v mikrogravitaci v různých podmínkách tlaku, koncentrace kyslíku nebo úrovně vnější radiace,[18]
- využití hardwaru z programu spolupráce se studenty ISS Ham Radio[19] k testování softwaru NAVCOM, který by mohl vést k vývoji budoucí lunární navigace.[20]

### Průběh letu
Druhý pokus o start proběhl v pořádku v naplánovaném čase 14. března 2025 ve 23:03:48 UTC. Kabinu Crew Dragon vynesla na oběžnou dráhu raketa Falcon 9 Block 5 z rampy LC-39A ve floridském Kennedyho vesmírném středisku (KSC). Kosmická loď se k ISS připojila o 28 hodin později, 16. března 2025 v 04:04 UTC. Posádka poté přešla na palubu ISS a později se stala součástí dlouhodobé Expedice 73. Nahradila přitom čtveřici astronautů, která byla od podzimu 2024 součástí Expedice 72 a ze stanice odletěla 18. března 2025 v lodi SpaceX Crew-9.
Óniši 18. dubna převzal od Sunity Williamsové velení nad stanicí a stal se třetím japonským velitelem ISS v historii.
Odlet Creew-10 ze stanice byl původně naplánován na 6. srpna 2025 v 18:00 UTC s přistáním do vod Tichého oceánu při pobřeží Kalifornie po pouhých šesti a půl hodinách, tedy již 7. srpna. Den před odletem však NASA a SpaceX s ohledem na vývoj počasí v místě přistání rozhodly o odkladu na 7. srpna v 16:05 UTC s přistáním 8. srpna kolem 15:58 UTC. Crew-10 však nakonec dostala ještě jeden den letu navíc, když padlo rozhodnutí o odletu 8. srpna ve 22:05 UTC, což znamenalo přistání 9. srpna 2025 kolem 15:33 UTC. K odpojení nakonec ve skutečnosti došlo o 10 minut později, ve 22:15 UTC, přistání se ale i tak uskutečnilo ve stanoveném času, s přesností na sekundy kolem 15:33:20 UTC,.asi 50 km jihozápadně od pobřeží kalifornského města San Diega.